# Планетарная туманность
Планета́рная тума́нность — астрономический объект, представляющий собой оболочку ионизированного газа вокруг центральной звезды, белого карлика.
Образуется при сбросе внешних слоёв красного гиганта или сверхгиганта с массой от 0,8 до 8 солнечных на завершающей стадии его эволюции. Планетарные туманности — эфемерные по астрономическим меркам объекты, существующие всего несколько десятков тысяч лет (при продолжительности жизни звезды-предка в несколько миллиардов лет). Не имеют отношения к планетам и получили название за поверхностное сходство при наблюдении в телескоп. В нашей галактике известно около 1500 планетарных туманностей.
Для планетарных туманностей характерна округлая форма с чётким краем, но в последние годы с помощью космического телескопа «Хаббл» у многих планетарных туманностей удалось обнаружить очень сложную и своеобразную структуру. Около сферическую форму имеют лишь около одной пятой из них. Механизмы, создающие такое многообразие форм, остаются до конца не выясненными. Считается, что большую роль в этом могут играть взаимодействие звёздного ветра и двойных звёзд, магнитного поля и межзвёздной среды.
Процесс образования планетарных туманностей, наряду со вспышками сверхновых, играет важную роль в химической эволюции галактик, выбрасывая в межзвёздное пространство материал, обогащённый тяжёлыми элементами — продуктами звёздного нуклеосинтеза (в астрономии тяжёлыми считаются все элементы, за исключением продуктов первичного нуклеосинтеза Большого взрыва — водорода и гелия, такие как углерод, азот, кислород и кальций).

## История исследований

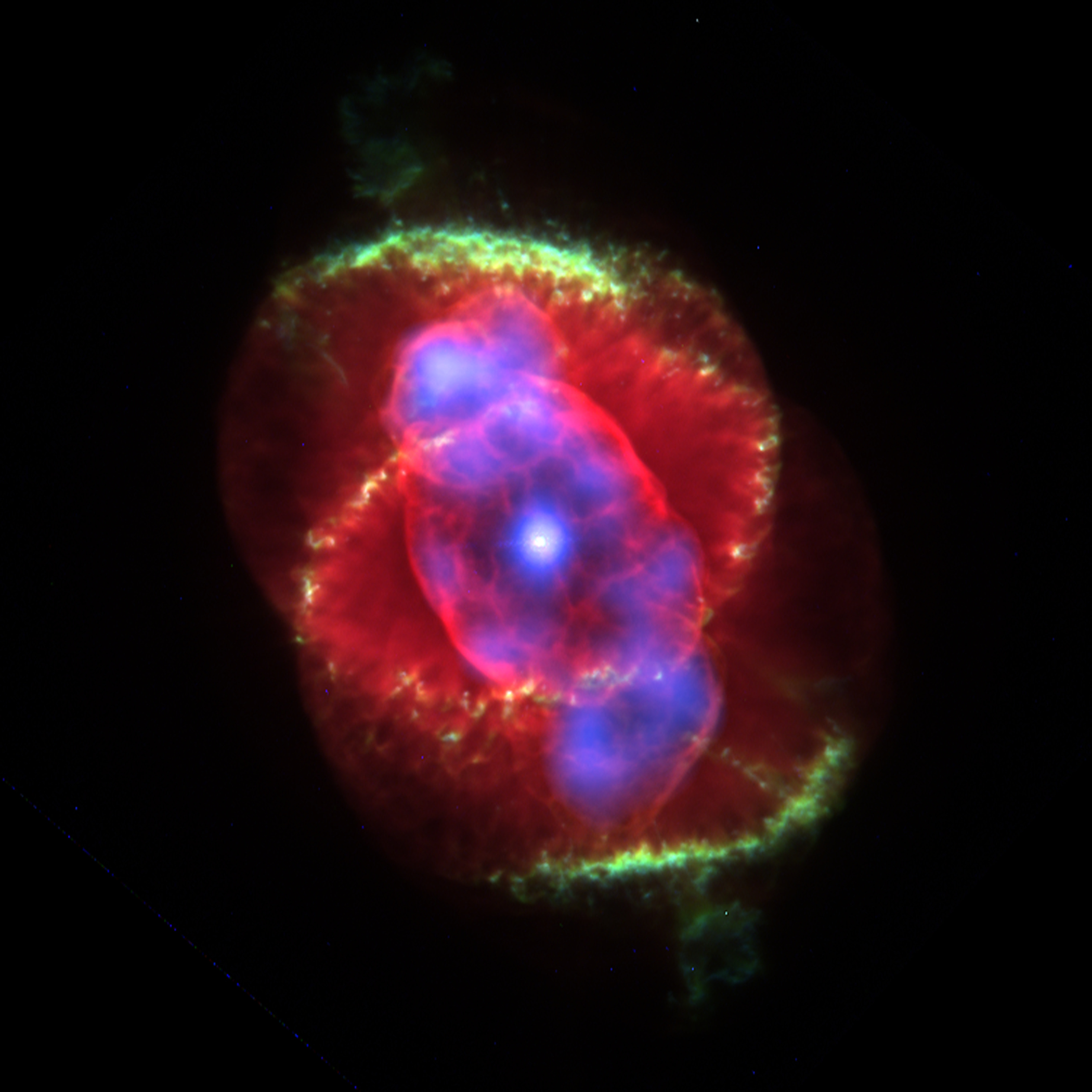
NGC 6543, туманность Кошачий Глаз — внутренняя область, изображение в псевдоцвете (красный — H_{α} (656,3 нм); синий — нейтральный кислород, 630 нм; зелёный — ионизированный азот, 658,4 нм)

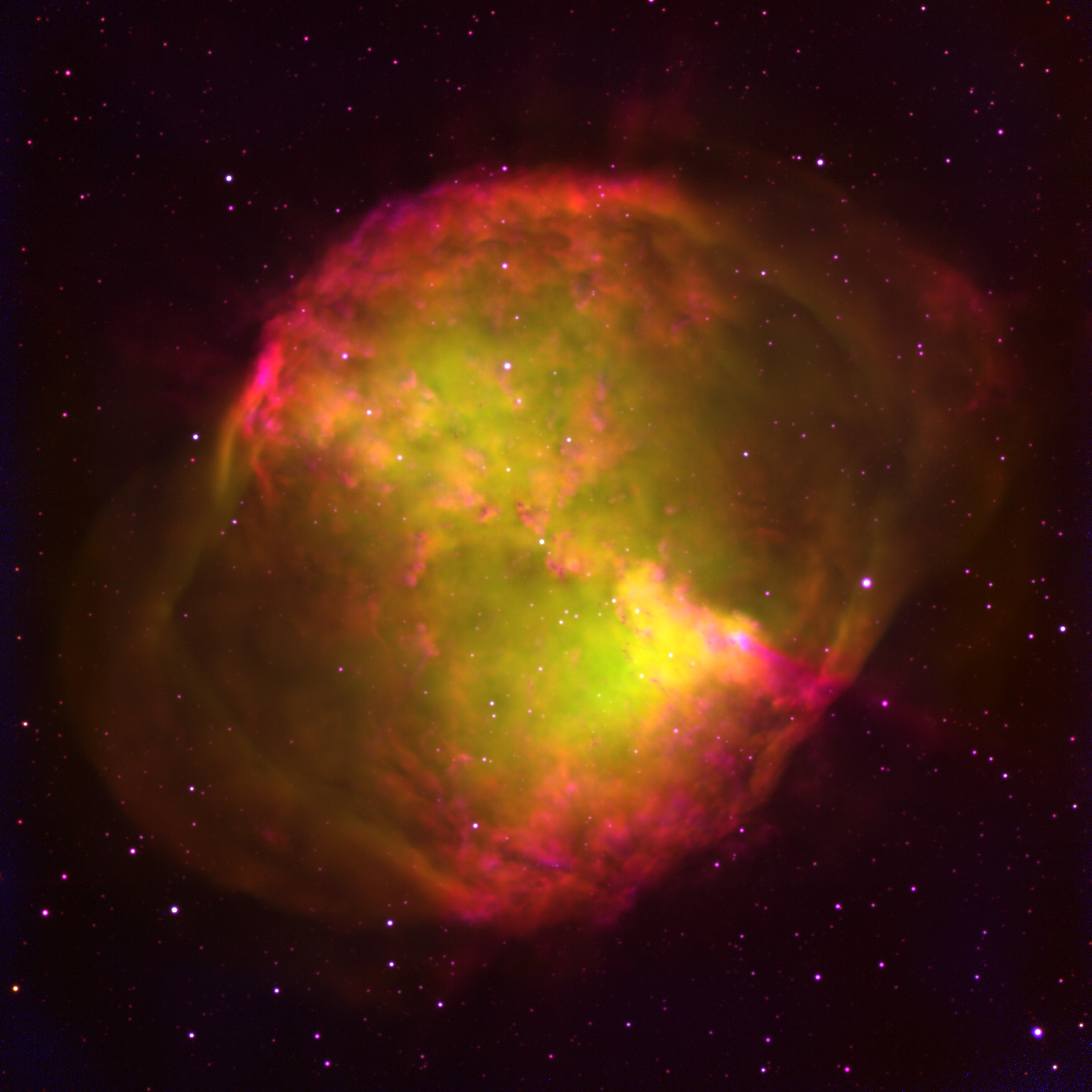
Туманность Гантель в условных цветах

Большинство планетарных туманностей — тусклые объекты и, как правило, они не видны невооружённым глазом. Первой открытой планетарной туманностью была туманность Гантель в созвездии Лисички: Шарль Мессье, занимавшийся поиском комет, при составлении своего каталога туманностей (неподвижных объектов, похожих при наблюдении неба на кометы) в 1764 году занёс её в каталог под номером M27. В 1784 году Уильям Гершель, первооткрыватель Урана, при составлении своего каталога выделил их в отдельный класс туманностей («класс IV») и назвал их планетарными из-за сходства с диском планеты.
Необычность природы планетарных туманностей обнаружилась в середине XIX века, с началом использования в наблюдениях спектроскопии. Уильям Хаггинс стал первым астрономом, получившим спектры планетарных туманностей — объектов, выделявшихся своей необычностью:

Одними из самых загадочных из этих замечательных объектов являются те, которые при телескопическом наблюдении имеют вид круглых или слегка овальных дисков. …Замечателен и их зеленовато-голубой цвет, чрезвычайно редкий для одиночных звёзд. Кроме того, в этих туманностях нет признаков центрального сгущения. По этим признакам планетарные туманности резко выделяются как объекты, которым присущи свойства, совершенно отличающиеся от свойств Солнца и неподвижных звёзд. Из этих соображений, а также благодаря их яркости, я избрал эти туманности как наиболее подходящие для спектроскопического исследования.
При изучении Хаггинсом спектров туманностей NGC 6543 (Кошачий Глаз), M27 (Гантель), M57 (Кольцо) и ряда других, оказалось, что их спектр чрезвычайно отличается от спектров звёзд: все полученные к тому времени спектры звёзд являлись спектрами поглощения (непрерывный спектр с большим количеством тёмных линий), в то время как спектры планетарных туманностей оказались эмиссионными спектрами с небольшим количеством эмиссионных линий, что указывало на их природу, в корне отличающуюся от природы звёзд:

 Несомненно, что туманности 37 H IV (NGC 3242), Struve 6 (NGC 6572), 73 H IV (NGC 6826), 1 H IV (NGC 7009), 57 M, 18 H. IV (NGC 7662) и 27 M не могут более считаться скоплениями звёзд того же типа, к которым относятся неподвижные звёзды и наше Солнце. <…> эти объекты обладают особой и отличной от них структурой <…> мы, по всей вероятности, должны считать эти объекты огромными массами светящегося газа или пара.
Другой проблемой был химический состав планетарных туманностей: Хаггинс сравнением с эталонными спектрами сумел идентифицировать линии азота и водорода, однако самая яркая из линий с длиной волны 500,7 нм не наблюдалась в спектрах известных тогда химических элементов. Было выдвинуто предположение, что эта линия соответствует неизвестному элементу. Ему заранее дали название небулий — по аналогии с идеей, приведшей к открытию гелия при спектральном анализе Солнца в 1868 году.
Предположения об открытии нового элемента небулия не подтвердились. В начале XX века Генри Расселл выдвинул гипотезу о том, что линия на 500,7 нм соответствует не новому элементу, а старому элементу в неизвестных условиях.
В 20-х годах XX века было показано, что в очень разрежённых газах атомы и ионы могут переходить в возбуждённые метастабильные состояния, которые при более высоких плотностях из-за соударений частиц не могут достаточно долго существовать. В 1927 году Боуэн идентифицировал линию небулия 500,7 нм как возникающую при переходе из метастабильного состояния в основное дважды ионизированного атома кислорода (OIII). Спектральные линии такого типа, наблюдаемые только при чрезвычайно низких плотностях, называют запрещёнными линиями. Таким образом, спектроскопические наблюдения дали возможность оценить верхний предел плотности газа туманностей. Вместе с тем, спектры планетарных туманностей, полученных на щелевых спектрометрах, показали «изломанность» и расщепление линий вследствие доплеровских сдвигов излучающих областей туманности, движущихся с различными скоростями, что позволило оценить скорости расширения планетарных туманностей в 20—40 км/с.
Несмотря на достаточно подробное понимание строения, состава и механизма излучения планетарных туманностей, вопрос об их происхождении оставался открытым до середины 50-х годов XX века, пока И. С. Шкловский не обратил внимание, что если проэкстраполировать параметры планетарных туманностей к моменту начала их расширения, то получившийся набор параметров совпадает со свойствами атмосфер красных гигантов, а свойства их ядер — со свойствами горячих белых карликов. В настоящее время эта теория происхождения планетарных туманностей подтверждена многочисленными наблюдениями и расчётами.
К концу XX века совершенствование технологий позволило более детально изучить планетарные туманности. Космические телескопы позволили исследовать их спектры за пределами видимого диапазона, что невозможно было сделать раньше, проводя наблюдения с поверхности Земли. Наблюдения в инфракрасном и ультрафиолетовом диапазонах волн дали новую, гораздо более точную оценку температуры, плотности и химического состава планетарных туманностей. Применение технологии ПЗС-матриц позволило проводить анализ существенно менее чётких спектральных линий. Использование космического телескопа «Хаббл» раскрыло чрезвычайно сложную структуру планетарных туманностей, ранее считавшихся простыми и однородными.
Принято считать, что планетарные туманности имеют спектральный класс P, хотя такое обозначение редко применяется на практике.

## Происхождение

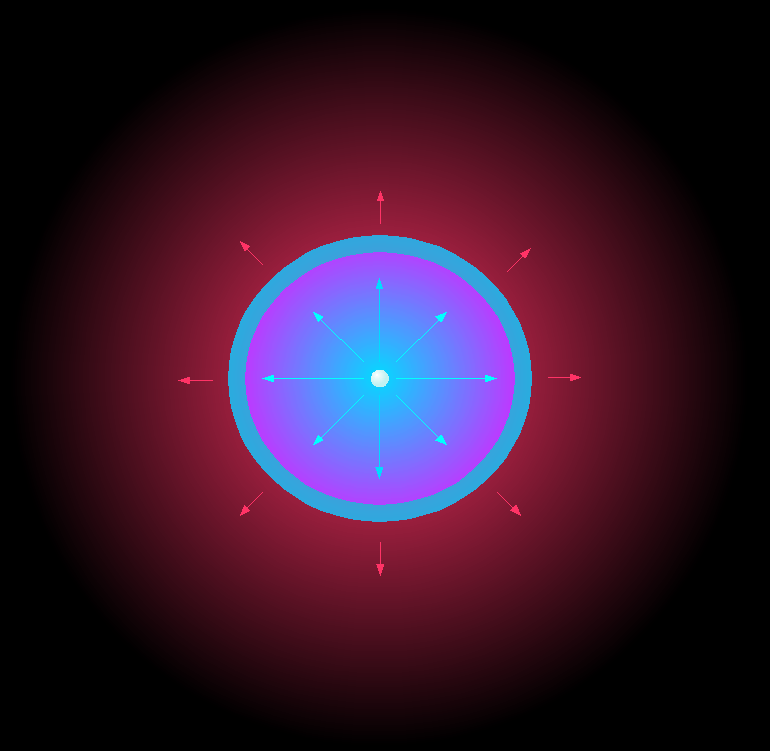
Строение симметричной планетарной туманности. Быстрый звёздный ветер (голубые стрелки) горячего белого карлика — ядра звезды (в центре), сталкиваясь со сброшенной оболочкой — медленным звёздным ветром красного гиганта (красные стрелки), создаёт плотную оболочку (голубого цвета), светящуюся под воздействием ультрафиолетового излучения ядра

Планетарные туманности представляют собой заключительный этап эволюции для многих звёзд. Наше Солнце представляет собой звезду средней величины, и лишь небольшое количество звёзд превосходят его по массе. Звёзды с массой в несколько раз больше солнечной на заключительном этапе существования превращаются в сверхновые. Звёзды средней и малой массы в конце эволюционного пути создают планетарные туманности.
Типичная звезда с массой в несколько раз меньше солнечной светит на протяжении большей части своей жизни благодаря реакциям термоядерного синтеза гелия из водорода в её ядре (часто вместо термина «термоядерный синтез» употребляется термин «горение», в данном случае — горение водорода). Энергия, высвобождаемая в этих реакциях, удерживает звезду от коллапса под силой собственного притяжения, делая её тем самым стабильной.
По прошествии нескольких миллиардов лет запас водорода иссякает, и энергии становится недостаточно для сдерживания внешних слоёв звезды. Ядро начинает сжиматься и нагреваться. В настоящее время температура ядра Солнца составляет приблизительно 15 млн К, но после того, как запас водорода будет исчерпан, сжатие ядра заставит температуру подняться до отметки в 100 млн К. При этом внешние слои охлаждаются и значительно увеличиваются в размерах из-за очень высокой температуры ядра. Звезда превращается в красный гигант. Ядро на этом этапе продолжает сжиматься и нагреваться; при достижении температуры в 100 млн К начинается процесс синтеза углерода и кислорода из гелия.
Возобновление термоядерных реакций препятствует дальнейшему сжатию ядра. Выгорающий гелий вскоре создаёт инертное ядро, состоящее из углерода и кислорода, окружённое оболочкой из горящего гелия. Термоядерные реакции с участием гелия очень чувствительны к температуре. Скорость протекания реакции пропорциональна T40, то есть увеличение температуры всего на 2 % приведёт к удвоению скорости протекания реакции. Это делает звезду очень нестабильной: малый прирост температуры вызывает быстрое увеличение скорости хода реакций, повышая выделение энергии, что, в свою очередь, заставляет увеличиваться температуру. Верхние слои горящего гелия начинают быстро расширяться, температура понижается, реакция замедляется. Всё это может быть причиной мощных пульсаций, иногда достаточно сильных, чтобы выбросить значительную часть атмосферы звезды в космическое пространство.
Выброшенный газ формирует расширяющуюся оболочку вокруг обнажившегося ядра звезды. По мере того, как всё большая часть атмосферы отделяется от звезды, проявляются всё более и более глубокие слои с более высокими температурами. При достижении обнажённой поверхностью (фотосферой звезды) температуры в 30 000 К энергия испускаемых ультрафиолетовых фотонов становится достаточной для ионизации атомов в выброшенном веществе, что заставляет его светиться. Таким образом, облако становится планетарной туманностью.

## Продолжительность жизни

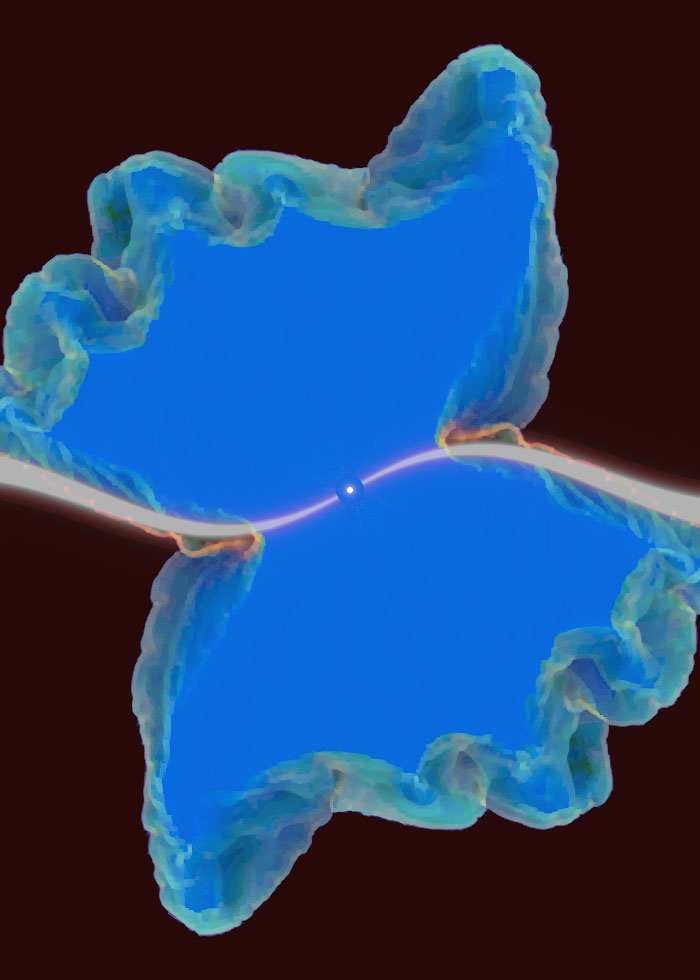
Компьютерное моделирование формирования планетарной туманности из звезды с диском неправильной формы, иллюстрирующее, как малая начальная асимметрия может в результате привести к образованию объекта со сложной структурой.

Вещество планетарной туманности разлетается от центральной звезды со скоростью в несколько десятков километров в секунду. В то же время, по мере истечения вещества центральная звезда остывает, излучая остатки энергии; термоядерные реакции прекращаются, так как звезда теперь не обладает достаточной массой для поддержания температуры, требуемой для синтеза углерода и кислорода. В конце концов, звезда остынет настолько, что перестанет излучать достаточно ультрафиолета для ионизации отдалившейся газовой оболочки. Звезда становится белым карликом, а газовое облако рекомбинирует, становясь невидимым. Для типичной планетарной туманности время от образования до рекомбинации составляет 10 000 лет.

## Галактические переработчики
Планетарные туманности играют значительную роль в эволюции галактик. Ранняя Вселенная состояла в основном из водорода и гелия, из которых формировались звёзды II типа. Но со временем в результате термоядерного синтеза в звёздах образовались более тяжёлые элементы. Таким образом, вещество планетарных туманностей имеет высокое содержание углерода, азота и кислорода, а по мере расширения и проникновения в межзвёздное пространство оно обогащает его этими тяжёлыми элементами, в общем называемыми астрономами металлами.
Последующие поколения звёзд, формирующиеся из межзвёздного вещества, будут содержать большее начальное количество тяжёлых элементов. Хотя их доля в составе звёзд остаётся незначительной, но от их наличия ощутимо меняется жизненный цикл звёзд I типа (см. Звёздное население).

## Характеристики

### Физические характеристики
Типичная планетарная туманность имеет среднюю протяжённость в один световой год и состоит из сильно разреженного газа плотностью около 1000 частиц на см³, что пренебрежимо мало в сравнении, например, с плотностью атмосферы Земли, но примерно в 10—100 раз больше, чем плотность межпланетного пространства на расстоянии орбиты Земли от Солнца. Молодые планетарные туманности имеют наибольшую плотность, иногда достигающую 106 частиц на см³. По мере старения туманностей их расширение приводит к уменьшению плотности.
Излучение центральной звезды нагревает газы до температур порядка 10 000 К. Парадоксально, что температура газа нередко повышается с увеличением расстояния от центральной звезды. Это происходит по той причине, что чем большей энергией обладает фотон, тем менее вероятно, что он будет поглощён. Поэтому во внутренних областях туманности поглощаются малоэнергетические фотоны, а оставшиеся, обладающие высокой энергией, поглощаются во внешних областях, вызывая рост их температуры.
Туманности можно разделить на бедные материей и бедные излучением. Согласно этой терминологии, в первом случае туманность не обладает достаточным количеством материи для поглощения всех ультрафиолетовых фотонов, излучаемых звездой. Поэтому видимая туманность полностью ионизирована. Во втором же случае центральная звезда испускает недостаточно ультрафиолетовых фотонов, чтобы ионизировать весь окружающий газ, и ионизационный фронт переходит в нейтральное межзвёздное пространство.
Так как бо́льшая часть газа планетарной туманности ионизирована (то есть является плазмой), значительный эффект на её структуру оказывает действие магнитных полей, вызывая такие феномены, как волокнистость и нестабильность плазмы.

### Количество и распределение
На сегодняшний день в нашей галактике, состоящей из 200 миллиардов звёзд, известно 1500 планетарных туманностей. Их краткая по сравнению со звёздной продолжительность жизни является причиной их малого числа. В основном, все они лежат в плоскости Млечного Пути, причём большей частью сосредоточившись вблизи центра галактики, и практически не наблюдаются в звёздных скоплениях.
Использование ПЗС-матриц вместо фотоплёнки в астрономических исследованиях позволило значительно расширить список известных планетарных туманностей.

### Структура
Большинство планетарных туманностей симметричны и имеют почти сферический вид, что не мешает им иметь множество очень сложных форм. Приблизительно 10 % планетарных туманностей практически биполярны, и лишь малое их число асимметричны. Известна даже прямоугольная планетарная туманность. Причины такого разнообразия форм до конца не выяснены, но считается, что большую роль могут играть гравитационные взаимодействия звёзд в двойных системах. По другой версии, имеющиеся планеты нарушают равномерное растекание материи при образовании туманности. В январе 2005 года американские астрономы объявили о первом обнаружении магнитных полей вокруг центральных звёзд двух планетарных туманностей, а затем выдвинули предположение, что именно они частично или полностью ответственны за создание формы этих туманностей. Существенная роль магнитных полей в планетарных туманностях была предсказана Григором Гурзадяном ещё в 1960-е годы. Есть также предположение, что биполярная форма может быть обусловлена взаимодействием ударных волн от распространения фронта детонации в слое гелия на поверхности формирующегося белого карлика (например, в туманностях Кошачий Глаз, Песочные Часы, Муравей).

## Текущие вопросы в изучении планетарных туманностей
Одна из проблем в изучении планетарных туманностей — это точное определение расстояния до них. Для некоторых близлежащих планетарных туманностей возможно вычислить удалённость от нас, используя измеренный параллакс расширения: снимки с высоким разрешением, полученные несколько лет назад, демонстрируют расширение туманности перпендикулярно к лучу зрения, а спектроскопический анализ доплеровского смещения даст возможность вычислить скорость расширения вдоль луча зрения. Сравнение углового расширения с полученной скоростью расширения сделает возможным вычисление расстояния до туманности.
Существование такого разнообразия форм туманностей является темой жарких дискуссий. Широко распространено мнение, что причиной этому может быть взаимодействие между веществом, удаляющимся от звезды с различными скоростями. Некоторые астрономы считают, что двойные звёздные системы ответственны, по крайней мере, за наиболее сложные очертания планетарных туманностей. Недавние исследования подтвердили наличие у нескольких планетарных туманностей мощных магнитных полей, предположения о чём уже неоднократно выдвигались. Магнитные взаимодействия с ионизированным газом также могут играть некоторую роль в становлении формы некоторых из них.
На данный момент существуют две различных методики обнаружения металлов в туманности, основывающиеся на различных типах спектральных линий. Иногда эти два метода дают совершенно непохожие результаты. Некоторые астрономы склонны объяснять это наличием слабых флуктуаций температуры в пределах планетарной туманности. Другие полагают, что различия в наблюдениях слишком разительны, чтобы объяснить их при помощи температурных эффектов. Они выдвигают предположения о существовании холодных сгустков, содержащих очень малое количество водорода. Однако сгустки, наличие которых, по их мнению, способно объяснить разницу в оценке количества металлов, ни разу не наблюдались.